# Lac Big Stone
 (janvier 2016).
Si vous disposez d'ouvrages ou d'articles de référence ou si vous connaissez des sites web de qualité traitant du thème abordé ici, merci de compléter l'article en donnant les références utiles à sa vérifiabilité et en les liant à la section « Notes et références ».
Pour les articles homonymes, voir Big Stone.
Le lac Big Stone (anglais : Big Stone Lake, lac « grosse pierre ») est un long et étroit lac d'eau douce à la frontière entre l'ouest du Minnesota et le nord-est du Dakota du Sud, aux États-Unis.
Alimenté par la Little Minnesota, il donne naissance à la Minnesota via un passage dans le Traverse Gap. Ce dernier est un affluent du Mississippi. C'est un lac de barrage formé par le barrage du lac Big Stone.
C'est le point le plus bas du Dakota du Sud. Deux parcs d'États se trouvent dans sa zone : le parc d'État du lac Big Stone et le parc d'État de Hartford Beach.